# Spengler (Unternehmen)

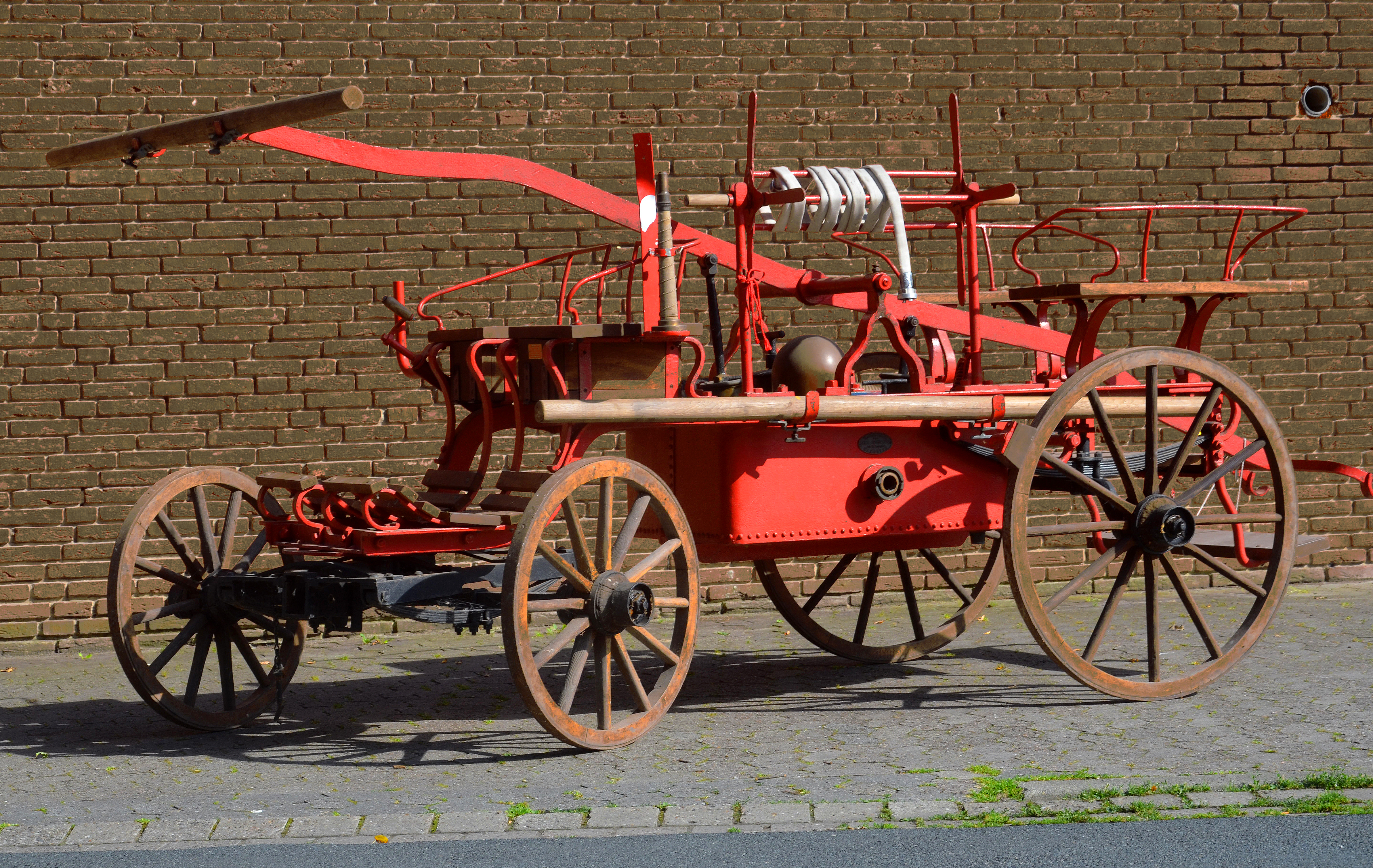
Löschspritze der Freiwilligen Feuerwehr Resse der Marke Spengler

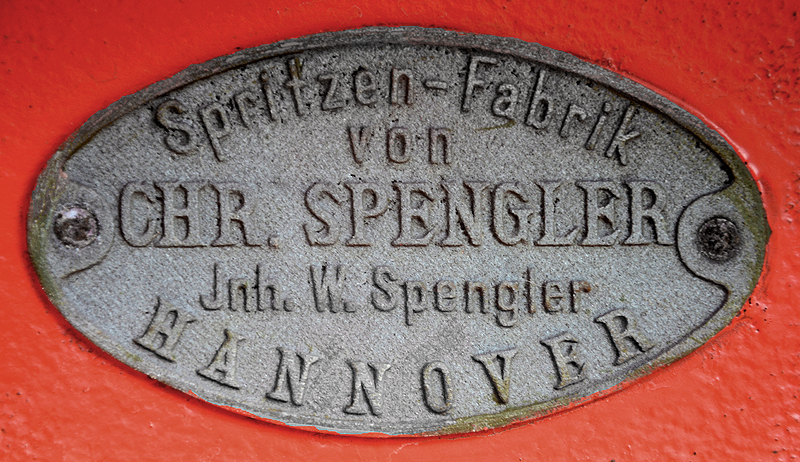
Herstellerplakette der Resser Löschspritze

Spengler & Lohmann (auch Chr. Spengler) in Hannover war laut dem Adreßbuch, Stadt- und Geschäftshandbuch der Königlichen Residenzstadt Hannover und der Stadt Linden ein spätestens ab 1893 unter der damaligen Adresse Engelbostelerdamm 21a produzierendes Unternehmen zur Herstellung von Feuerspritzen. Die Firma betrieb neben dem Maschinenbau auch eine unter derselben Adresse angeschlossene Schmiede mit Schlosserei. Im Adressbuch von 1900 wird das Unternehmen nur noch als Spengler benannt, befindet sich nun am Engelbostelerdamm 21b und ist nur noch eine Feuerspritzenfabrik, aber weder mehr Schmiede noch Schlosserei. Im Adressbuch von 1892, sowie von 1910 ist die Fabrik noch nicht bzw. nicht mehr genannt.

## Bekannte Feuerwehrfahrzeuge

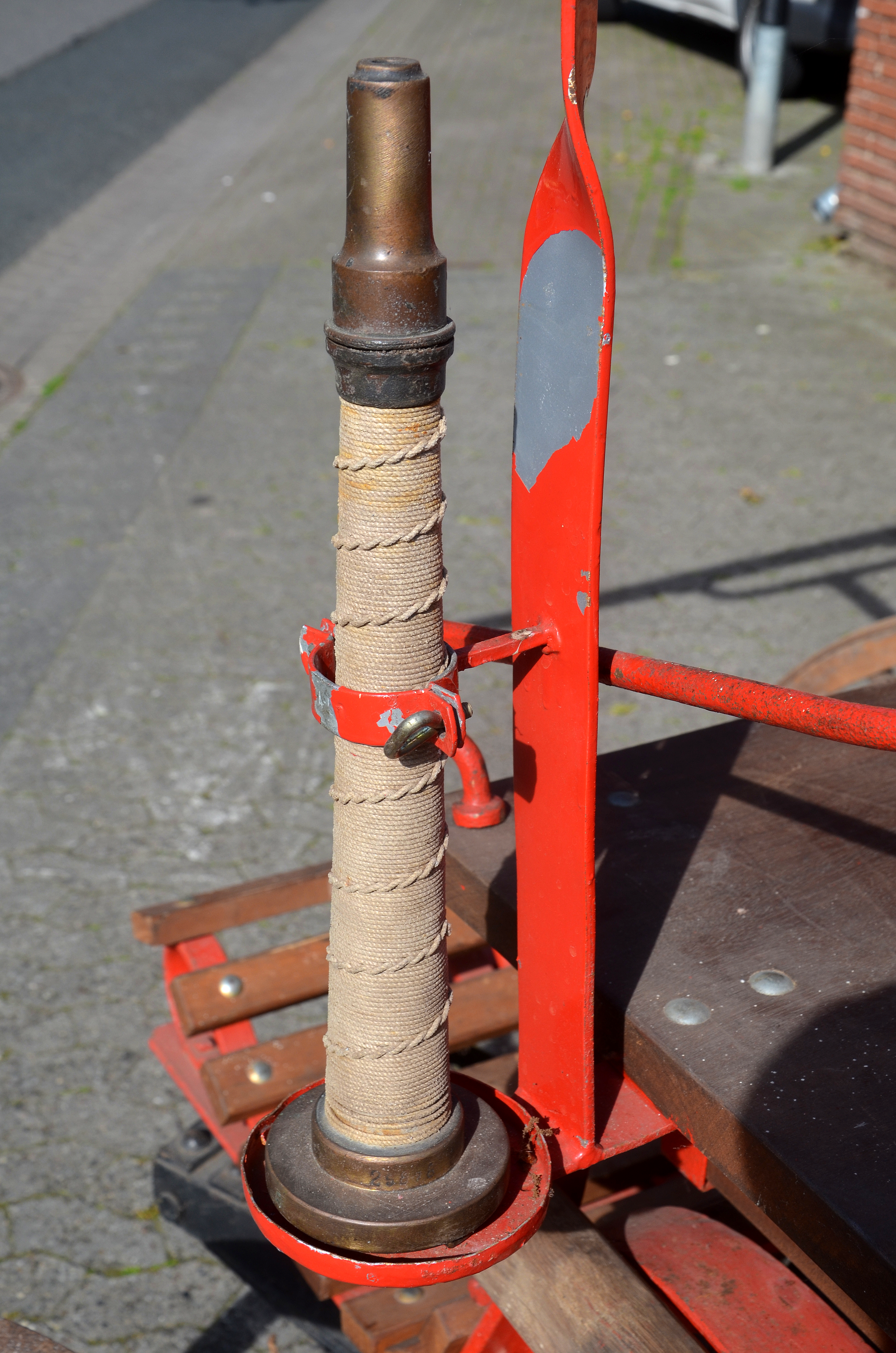
Bandumflochtene Düse aus Messing zur Spritze in Resse

- Nur wenige Tage nach der Gründung der Freiwillige Feuerwehr in Bredelem am Harz wurde am 27. Juli 1894 auf dem dortigen „Hof des Ökonomen und Feuerwehrhauptmannes Gottfried Bruer (heute Scherb)“ die neu angeschaffte Handdruckspritze von Spengler & Lohmann in Empfang genommen und am darauf folgenden Sonntag in Anwesenheit von „Herrn Spengler“ getestet. Die erworbene Spritze für seinerzeit 1.350,– Mark (umgerechnet auf das Jahr 2014 circa 13.311 Euro) leistete 200 Liter Wasserdurchfluss pro Minute. Am 14. Oktober des Jahres wurde die Spritze und deren Handhabung in Anwesenheit des damaligen Kreisbranddirektors Gerloff zur allgemeinen Zufriedenheit überprüft, wie die Goslarsche Zeitung dann berichtete. Noch mehr als 120 Jahre nach ihrer Anschaffung war die Spenglersche Spritze einsatzfähig im Besitz der FF Bredelem.[5]
- 1896 unterrichtete der Ortsvorsteher von Höver bei Sehnde während einer Gemeindeversammlung über eine modernere Feuerspritze. Nach Rücksprache mit Spengler & Lohmann besichtigte er den fertigen Rohbau von deren Feuerspritze „No. 4“, die für 1.300,– Mark angekauft und von der Landschaftlichen Brandkasse Hannover bezuschusst werden sollte.[6]
- Noch heute findet sich beispielsweise in dem denkmalgeschützten und bereits 1871 erbauten[7] historischen Feuerwehrhaus der erst Jahrzehnte später gegründeten Freiwilligen Feuerwehr des Wedemärker Ortsteils Resse eine originale, als „Oldtimer“ von Pferden zu ziehende, 1976 generalüberholte und voll funktionstüchtige Handdruckspritze als Fahrzeug für mehrere Feuerwehrleute[8] und mit einer Firmenplakette der „Spritzen-Fabrik von Chr. Spengler, Inh. W. Spengler, Hannover“.[2]

Weitere von Spengler ausgestattete Feuerwehren waren beispielsweise der Hannoveraner Stadtteil Davenstedt (1902) und das im Landkreis Hildesheim gelegene Sehlem (1902). So lag im Einflussbereich des Unternehmens auch über den Stadtkreis Hannover hinweg der gesamte Süden der Provinz Hannover.